# Sieben Monde
Sieben Monde és una pel·lícula de comèdia de terror alemanya del 1998 dirigida per Peter Fratzscher i protagonitzada per Jan Josef Liefers i Marie Bäumer.

## Repartiment
La por s’ha escampat per Munic des de fa setmanes: un assassí desconegut ha matat repetidament diverses persones de manera sagnant i de vegades molt cruel. Atès que les accions celebren les nits a Lluna plena, les víctimes van ser mutilades i amb cabells animals a les escenes del crim, s’estèn el rumor que ho ha fet un home llop. El cap responsable de les operacions  Lasinger  utilitza dos funcionaris experimentats, però completament oposats, per aclarir els assassinats: el no convencional Becker, que ell mateix creu en la variant sobrenatural, i el subordinat Graf .
Al mateix temps, l'escriptor i guionista introvertit Thomas Krömer treballa en la sincronització de pel·lícules de terror. Krömer sembla més aviat tímid, recolzat pel seu editor literari Eschbach, encara en la seva primera novel·la. Només manté contactes platònics amb la seva parella, la llibretera Alexandra, que li agradaria aprofundir.
L’autor s’introdueix de sobte en la investigació quan se suposa que té cura de la casa de la seva àvia una nit. El paisatge fa por, el gos domèstic corre nerviós i, per acabar, però no per això menys important, Krömer és atacat per una criatura. L’endemà l’àvia ha estat morta, òbviament assassinada per l’assassí en sèrie. Es planteja si la llegenda del llop és la realitat i probablement és una d’aquestes criatures mítiques. Fins ara no s’ha estat capaç d’explicar: fam de menjar sang, activitats nocturnes o que no té memòria de la nit d’assassinat, per exemple.
La policia també sospita lentament que Krömer podria ser l’home -llop assassí. Tot i això, Kromer s’adona que la seva existència com a persona també té avantatges decisius: ara sembla molt més confiat, finalment s’acosta a Alexandra i passa una nit apassionada amb ella.
Com que la propera lluna plena és imminent i hi ha un altre assassinat, Krömer finalment vol documentar la certesa i el seu canvi per càmera de vídeo. Al mateix temps, Graf i Becker descobreixen pistes que alleugen Krömer. Es troben amb estris del veritable assassí, amb els quals va ocultar els assassinats per atacs de llop ficticis.
A la casa de l’àvia hi ha finalment una final. Krömer, que no està mutat i no és un home -llop, exposa el veritable autor: el lector Eschbach, que va planificar els assassinats en el sentit dels contes de fades del germans Grimm] i va voler culpar Krömer. Eschbach també va portar a Alexandra al seu control i amenaça de matar -los i ell mateix. En última instància, la policia i Krömer aconsegueixen alliberar Alexandra mentre Eschbach ataca la casa.
- Jan Josef Liefers: Thomas Krömer
- Marie Bäumer: Alexandra
- Ulrich Mühe: Eschbach
- Christoph Waltz: comissari principal Becker
- Peter Lohmeyer: comissari principal Graf
- Horst Krause: Borregard
- Tilly Lauenstein: àvia
- Michael Gwisdek: Bernbeck
- Hans Paetsch: preparador
- Andreas Hoppe: Voss
- Burkhard Sriest: Lasinger
- Isabelle Schard: Uschi
- Pekka Turun: Sr. Väänänen
- Lilli forhath: Annicki

## Crítica
| « | L'intent d'un thriller de misteri alemany amb efectes esgarrifosos, que utilitza efectivament les regles del gènere sense derivar l’òpticament especulatiu. En el joc amb el clàssic mite del llop, però sobretot amb els motius dels contes de fades alemanys, hi ha un aprofundiment convincent del caràcter central entre la tornada interna i la incertesa histèrica de la vida. | » |

## Producció
- L'emissora de televisió Prosieben van participar en la producció. La pel·lícula inicialment només es va dissenyar com a pel·lícula de televisió, però finalment la van passar als cinemes alemanys.

- Sieben Monde se suposa que començava sota el títol Nachts, però això va ser canviat per la companyia de màrqueting  Avista  per raons abans desconegudes. Un altre títol alternatiu va ser Sieben Monde – das Böse stirbt nie.